# Buitenplaneet
Buitenplaneten zijn de planeten in het zonnestelsel waarvan de baan buiten die van de aarde ligt. Tot de buitenplaneten behoren  Mars, Jupiter, Saturnus en de ijsreuzen Uranus en Neptunus. In deze regio bevinden zich nog enige andere objecten zoals Pluto en Eris, beide dwergplaneten. Vanwege de grote afstand tot de zon zijn de temperaturen op de meeste van deze planeten erg laag, van 152 K voor Jupiter tot slechts enkele graden boven het absolute nulpunt voor de verst weggelegen planeten. 
De planeten binnen de baan van de aarde worden binnenplaneten genoemd. Dit zijn Mercurius en Venus. 